# Comatulidae
Super-famille
Famille
Les Comatulidae constituent une famille de comatules. Elle remplace depuis 2015 celle des Comasteridae. 

## Description et caractéristiques
Crinoïdes non pédonculés, ils s'accrochent au substrat par des cirres mobiles en forme de griffes et sont capables de se déplacer en rampant, et pour certaines de nager quelques instants.
Cette famille est de restauration récente ; la description de la famille des Comasteridae demeure partiellement valide. On note parmi les caractéristiques déterminantes que des segments distaux des pinnules proximales sont modifiés en peignes, et que la bouche est généralement excentrée sur le disque (sauf chez Aphanocomaster, Comatilia, Comissia, Palaeocomatella, Phanogenia et Rowemissia), alors que la colonne anale est parfois centrale. De ce fait, les grosses espèces sont souvent asymétriques, avec des bras proches de la bouche plus longs, et des bras distaux plus spécialisés dans la reproduction. 
Cette famille compte entre 93 et 95 espèces, réparties en 21 genres, ce qui en fait la seconde famille de crinoïdes la plus diversifiée derrière les Antedonidae, représentant environ 1/6e des espèces de crinoïdes connues. Elle contient la plupart des grosses espèces de comatules tropicales de faible profondeur, notamment dans l'Indo-Pacifique (on n'en compte que 7 espèces dans le bassin Atlantique), et c'est la famille la plus abondante et diversifiée de crinoïdes de faible profondeur. 
Les juvéniles sont tous attachés au fond par une tige, ont 10 bras et une bouche centrale : les caractères spécifiques apparaissent après, par division et migration, ce qui rend ces jeunes individus extrêmement difficiles à identifier.

## Classification

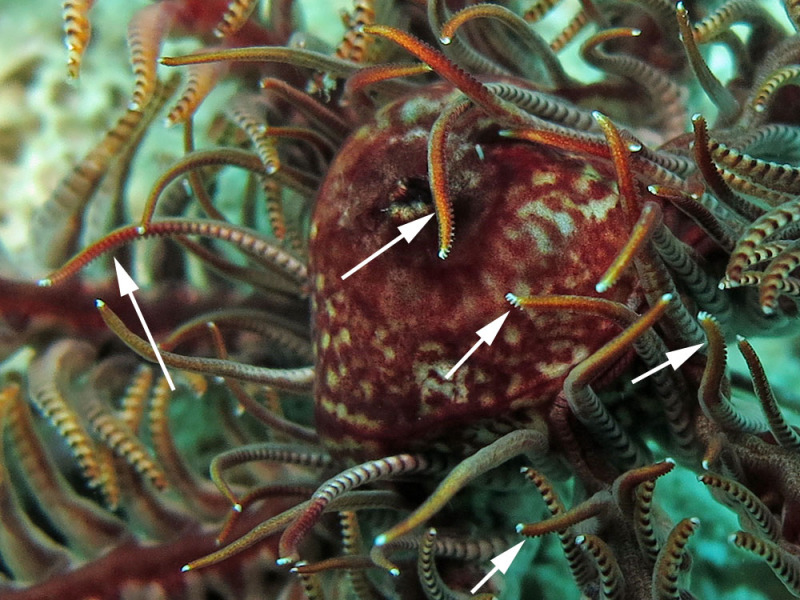
Tegmen de Comatula pectinata. Les pinnules orales dentelées sont typiques de cette famille, tout comme l'anus en position centrale (la bouche est excentrée).

Cette famille a été restaurée à la suite d'études génétiques menées par l'équipe de Charles Messing en 2014, et remplace désormais celle des Comasteridae. 
Selon World Register of Marine Species (8 avril 2015) :
- sous-famille Comatellinae Summers, Messing, Rouse, 2014
  - genre Alloeocomatella Messing, 1995 -- 2 espèces
  - genre Comatella AH Clark, 1908 -- 2 espèces
  - genre Davidaster Hoggett & Rowe, 1986 -- 2 espèces (Caraïbes)
  - genre Nemaster AH Clark, 1909 -- 1 espèce (Caraïbes)
- genre Comatilia AH Clark, 1909 -- 1 espèce
- genre Comatulides AH Clark, 1918 -- 1 espèce
- sous-famille Comatulinae Fleming, 1828
  - Tribu Capillasterini AH Clark, 1909
    - genre Capillaster AH Clark, 1909 -- 8 espèces

  - Tribu Comasterini AH Clark, 1908
    - genre Anneissia Summers, Messing, Rouse, 2014 -- 8 espèces
    - genre Cenolia AH Clark, 1916 -- 6 espèces
    - genre Clarkcomanthus Rowe, Hoggett, Birtles & Vail, 1986 -- 9 espèces
    - genre Comanthus AH Clark, 1908 -- 11 espèces
    - genre Comaster L. Agassiz, 1836 -- 4 espèces

  - Tribu Comatulini Fleming, 1828
    - genre Comactinia AH Clark, 1909 -- 3 espèces (2 Caraïbes, 1 Pacifique)
    - genre Comatula Lamarck, 1816 -- 7 espèces

  - Tribu Neocomatellini Summers, Messing, Rouse, 2014
    - genre Comatulella AH Clark, 1911 -- 1 espèce
    - genre Neocomatella AH Clark, 1909 -- 3 espèces

  - Tribu Phanogeniini White & Messing, 2001 (in White & al., 2001)
    - genre Aphanocomaster Messing, 1995 -- 1 espèce
    - genre Comissia Clark, 1909 -- 14 espèces (2 Atlantique, 1 Indienne, 1 Indo-Pacifique, 6 Pacifique, 3 néo-zélandaises, presque toutes mésophotiques ou abyssales)
    - genre Phanogenia Lovén, 1866 -- 9 espèces
- genre Palaeocomatella AH Clark, 1912 -- 3 espèces
- genre Rowemissia Messing, 2001 -- 1 espèce
- Comatulidae incertae sedis -- 6 espèces

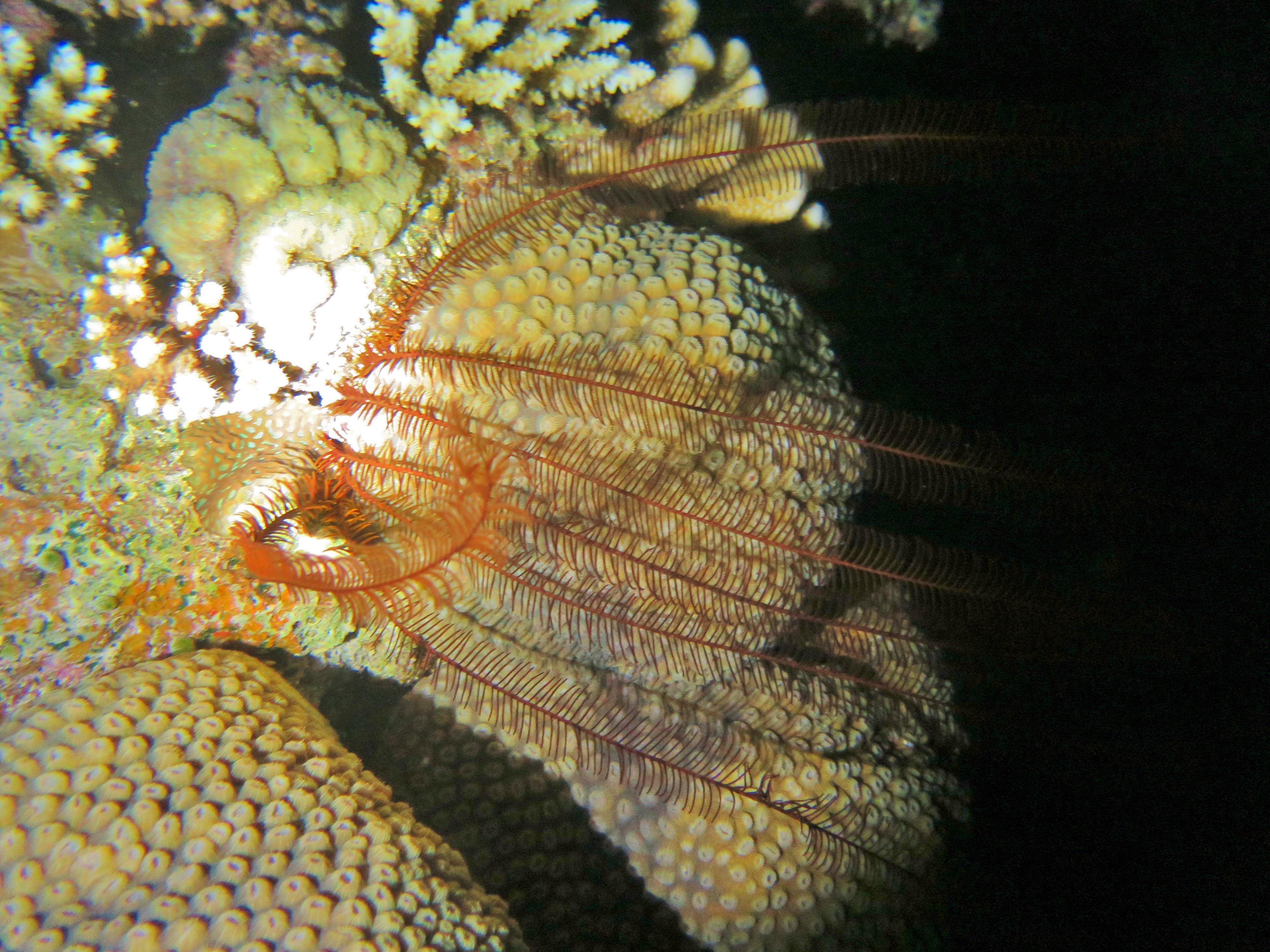
Alloeocomatella pectinifera
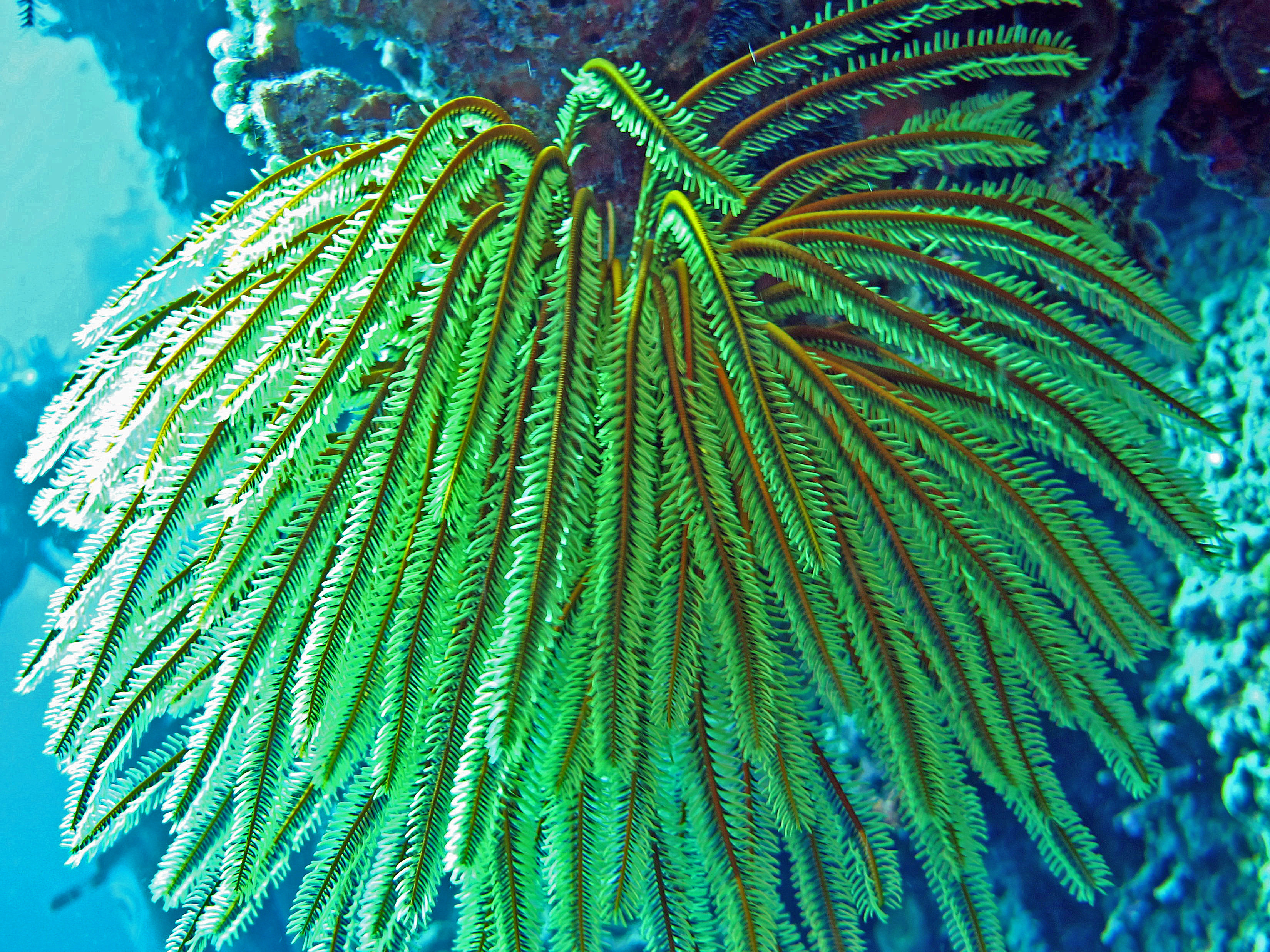
Anneissia bennetti
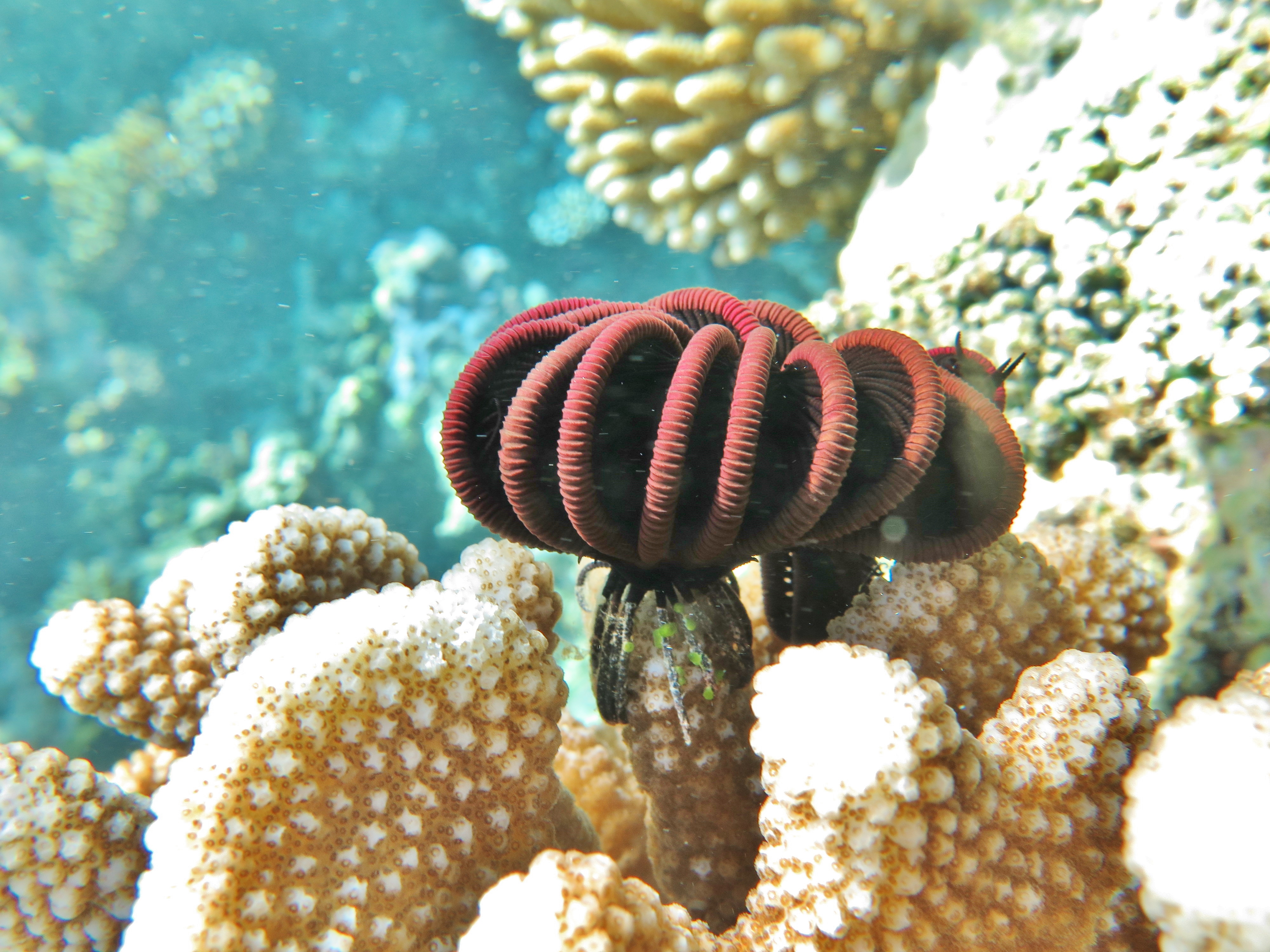
Capillaster multiradiatus
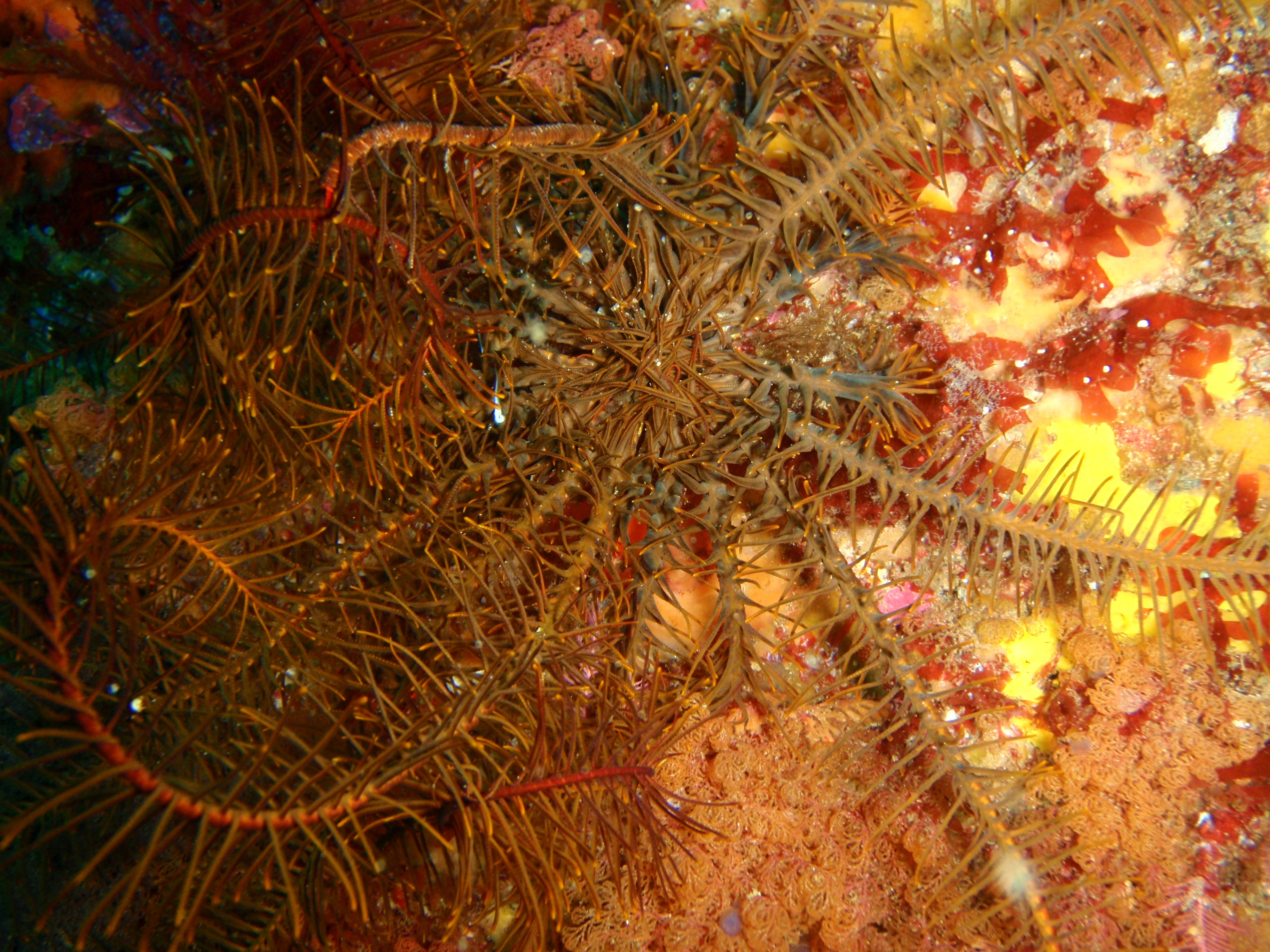
Cenolia trichoptera
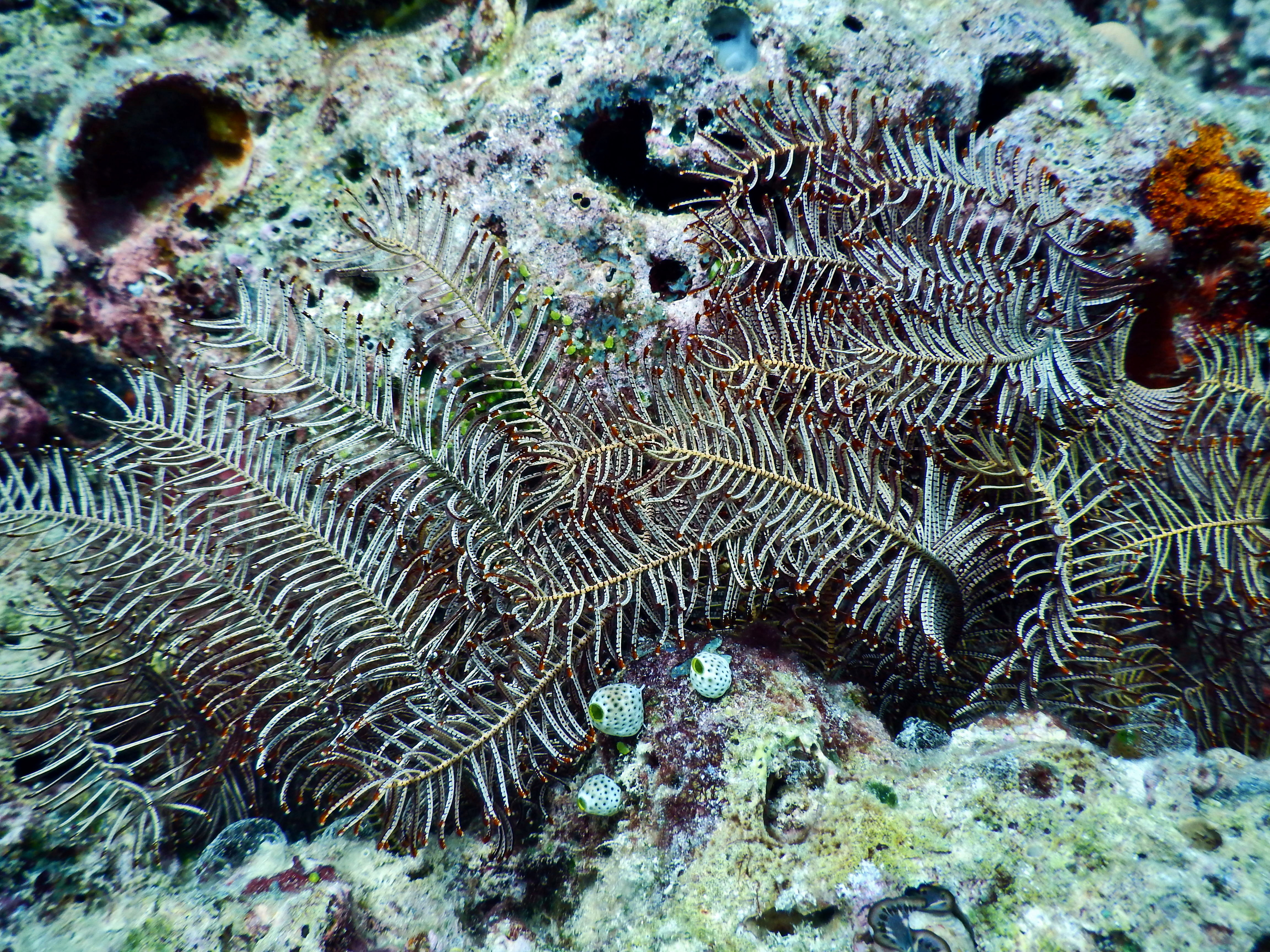
Clarkcomanthus mirabilis
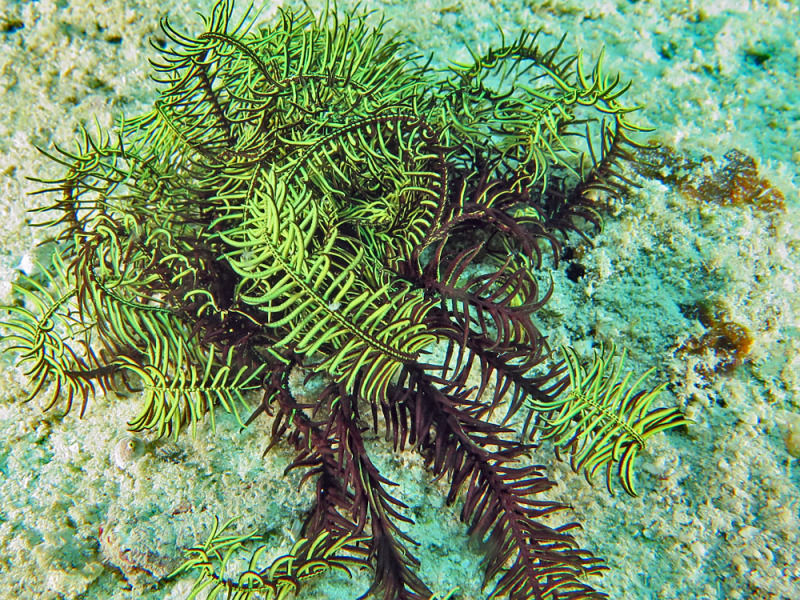
Comanthus gisleni
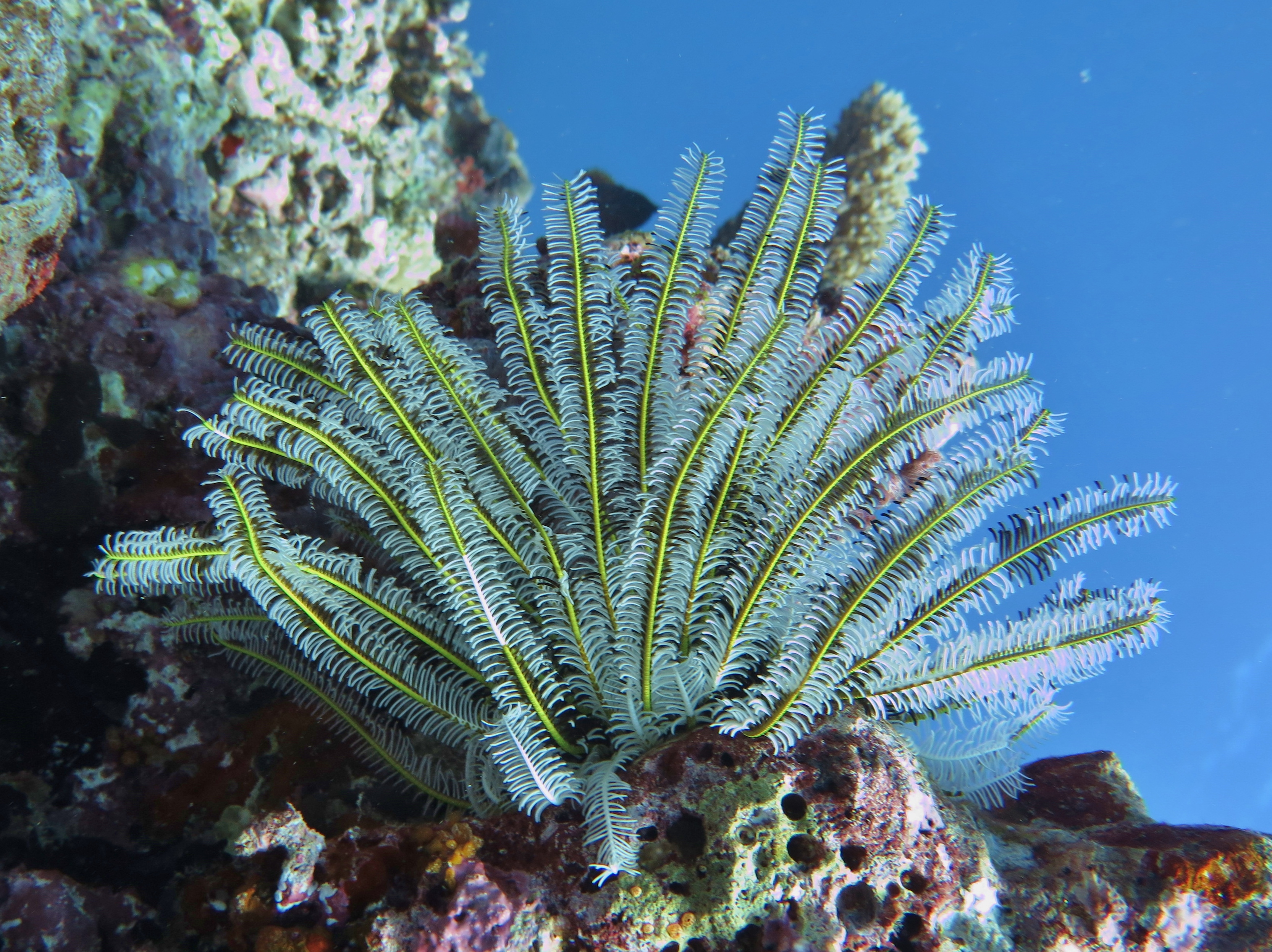
Comaster schlegelii
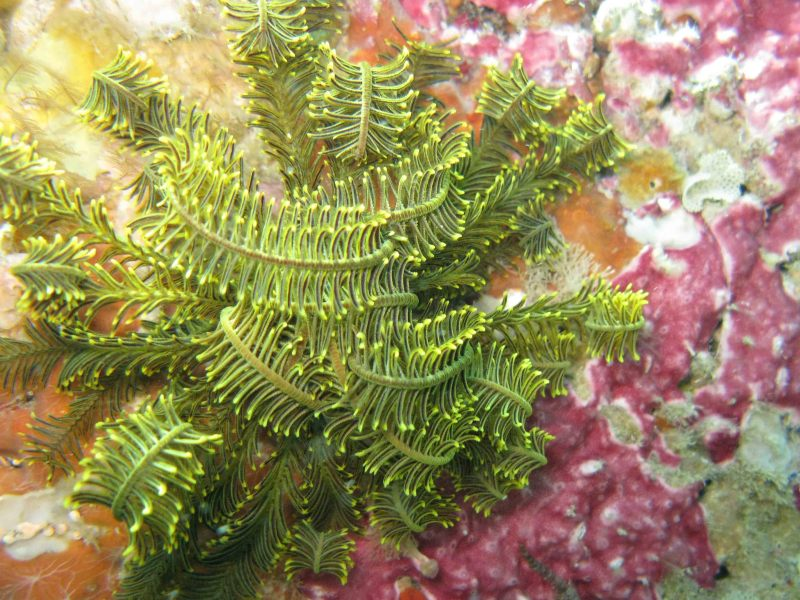
Comatella sp.
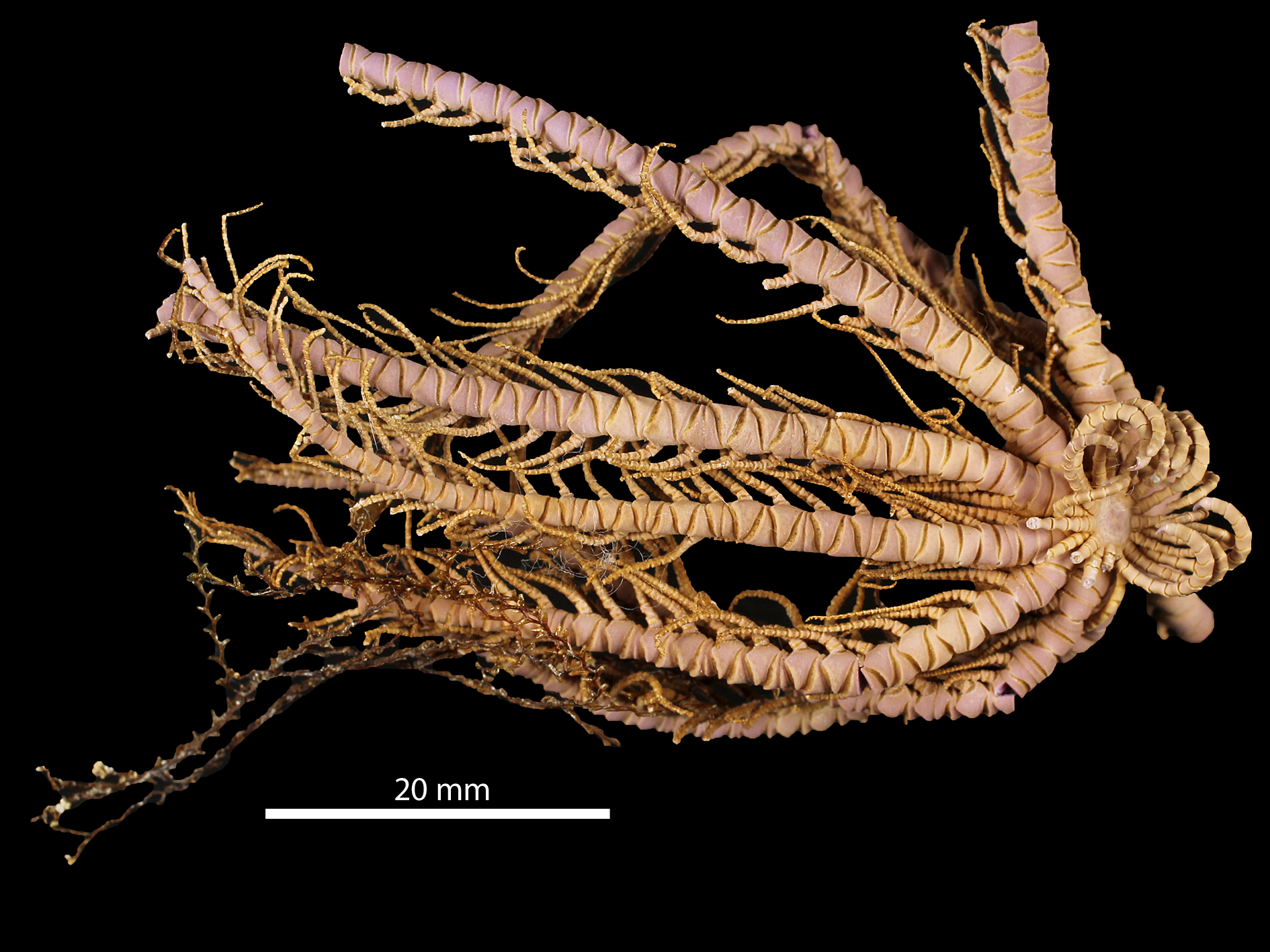
Comactinia titan
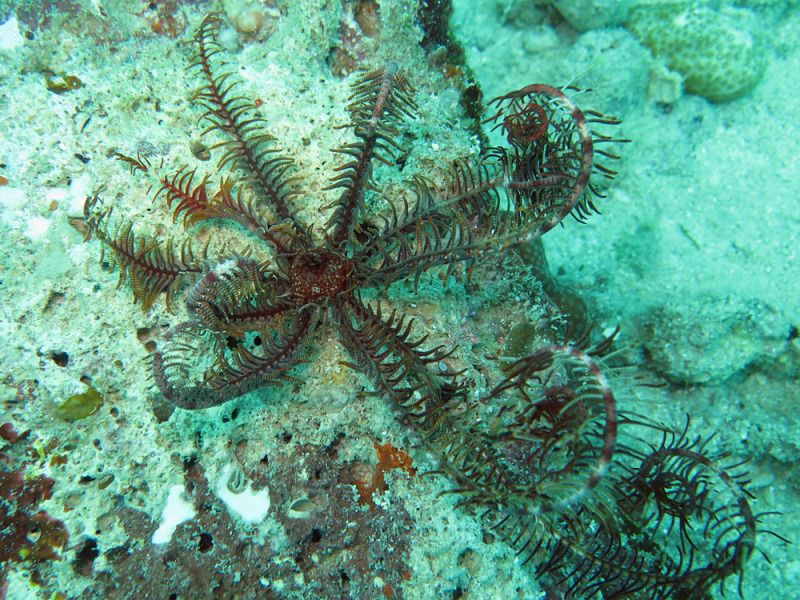
Comatula pectinata
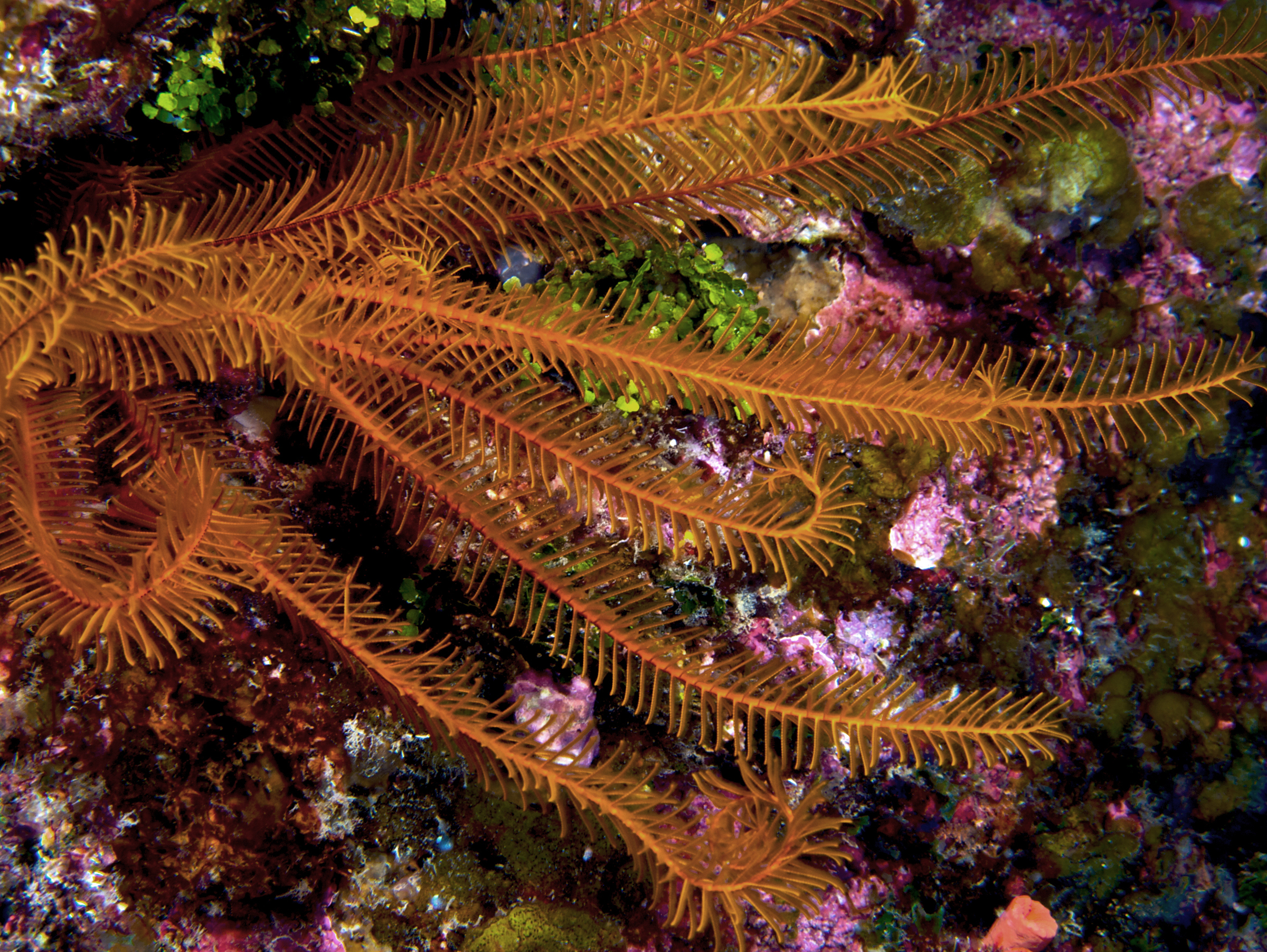
Davidaster rubiginosus
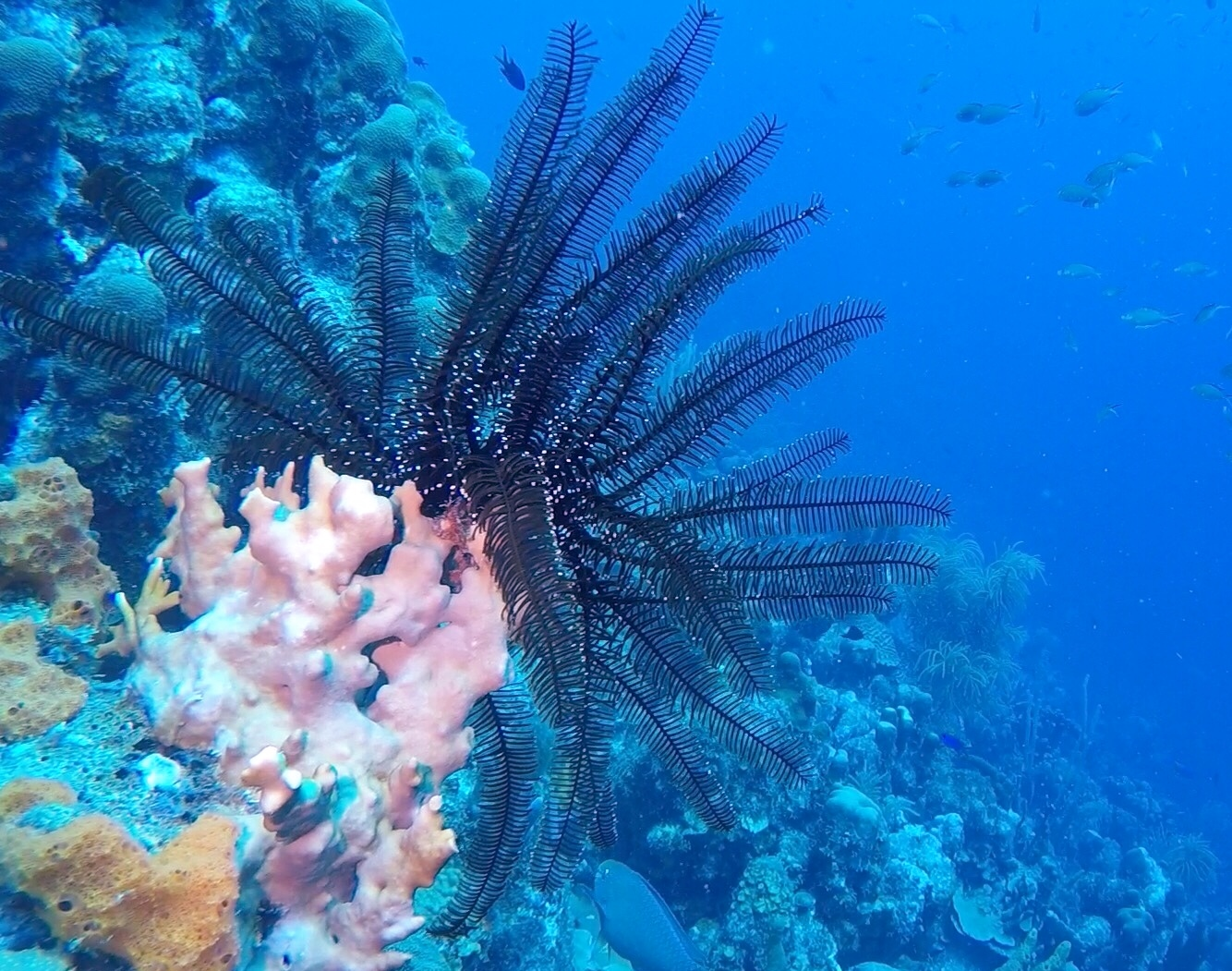
Nemaster grandis
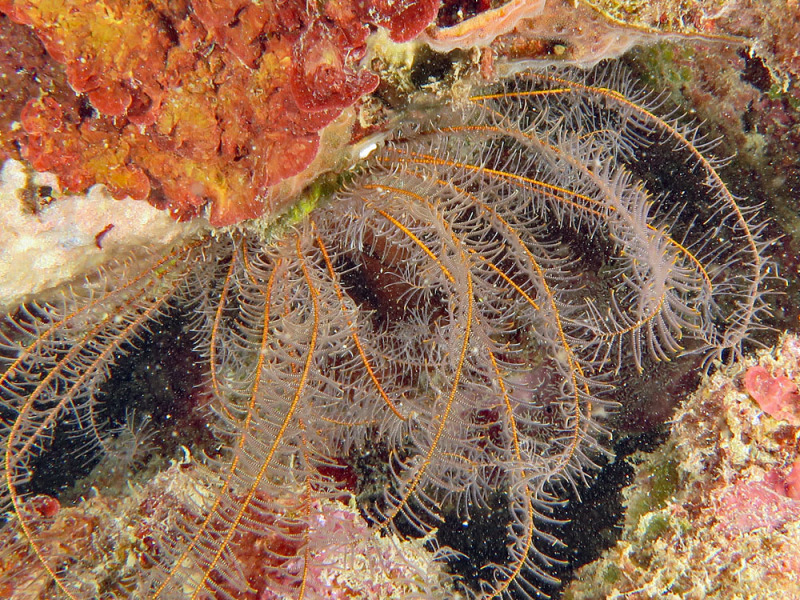
Phanogenia gracilis